# Loi de Dermott
La loi de Dermott est une formule empirique concernant la période de révolution des principaux satellites en orbite autour des planètes du système solaire. Elle a été établie par le chercheur en mécanique céleste Stanley Dermott (en) dans les années 60.

## Formulation
La loi de Dermott prend la forme suivante :  
{\displaystyle T\left(n\right)=T\left(0\right)\cdot C^{n}}
avec T(n) la période de révolution du ne satellite, T(0) et C deux constantes relatives au système planétaire.
De telles relations, montrant une progression géométrique, peuvent être issues des modèles d'effondrement gravitationnel de nuages de gaz à l'origine de la formation des systèmes planétaires et satellitaires — voir la loi de Titius-Bode. Elles peuvent également découler des commensurabilités de résonance dans les différents systèmes.

## Applications

### Système jovien

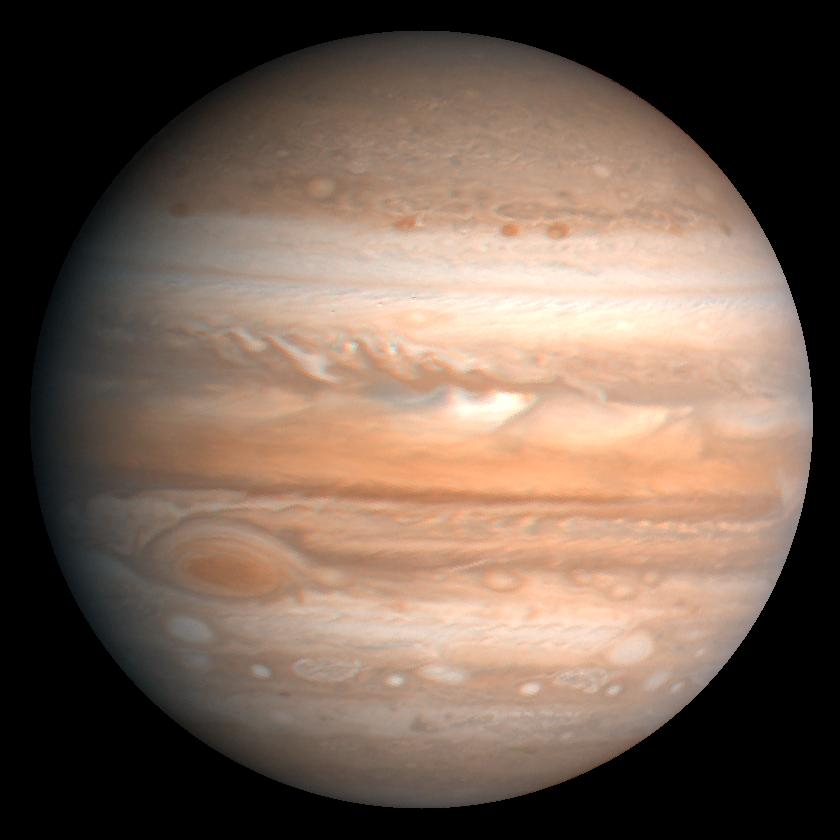
Jupiter

Les valeurs fournies par Dermott pour le système jovien sont : 
T(0) = 0,444 jour
C = 2,03
| Satellite naturel | Satellite naturel | n | Période théorique | Période observée |
| ----------------- | ----------------- | - | ----------------- | ---------------- |
| Jupiter V         | Amalthée          | 1 | 0,9013 jour       | 0,4982 jour      |
| Jupiter I         | Io                | 2 | 1,8296 jours      | 1,7691 jours     |
| Jupiter II        | Europe            | 3 | 3,7142 jours      | 3,5512 jours     |
| Jupiter III       | Ganymède          | 4 | 7,5399 jours      | 7,1546 jours     |
| Jupiter IV        | Callisto          | 5 | 15,306 jours      | 16,689 jours     |
| Jupiter VI        | Himalia           | 9 | 259,92 jours      | 249,72 jours     |

### Système saturnien

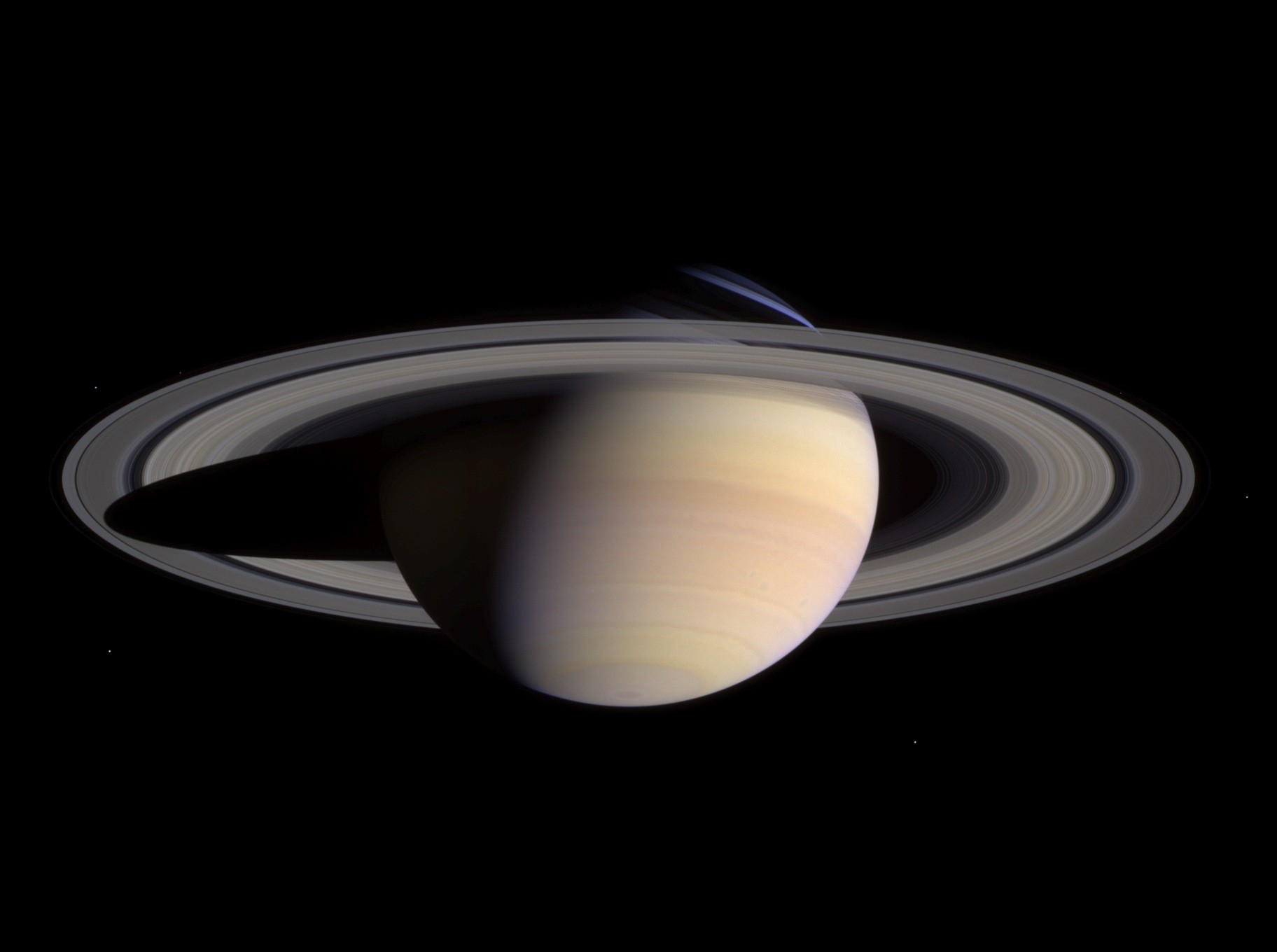
Saturne

Les valeurs fournies par Dermott pour le système saturnien sont : 
T(0) = 0,462 jour
C = 1.59
| Satellite naturel | Satellite naturel | n   | Période théorique         | Période observée |
| ----------------- | ----------------- | --- | ------------------------- | ---------------- |
| Saturne I         | Mimas             | 1   | 0,7345 jour               | 0,9424 jour      |
| Saturne II        | Encelade          | 2   | 1,1680 jours              | 1,3702 jours     |
| Saturne III       | Téthys            | 3   | 1,8571 jours              | 1,8878 jours     |
| Saturne IV        | Dioné             | 4   | 2,9528 jours              | 2,7369 jours     |
| Saturne V         | Rhéa              | 5   | 4,6949 jours              | 4,5175 jours     |
| Saturne VI        | Titan             | 7 8 | 11,869 jours 18,872 jours | 15,945 jours     |
| Saturne VIII      | Japet             | 11  | 75,859 jours              | 79,330 jours     |

### Système uranien

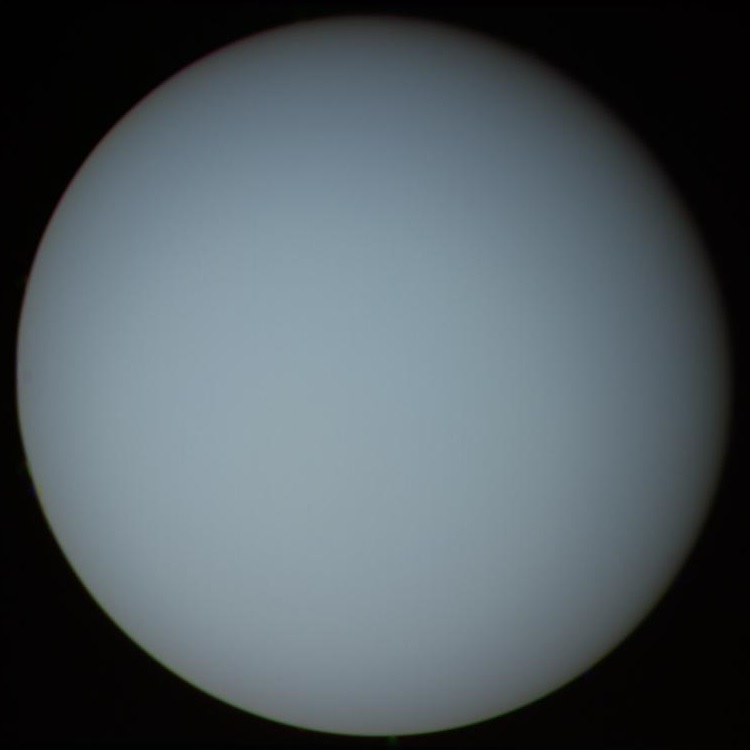
Uranus

Les valeurs fournies par Dermott pour le système uranien sont : 
T(0) = 0,488 jour
C = 2.24
| Satellite naturel | Satellite naturel | n | Période théorique | Période observée |
| ----------------- | ----------------- | - | ----------------- | ---------------- |
| Uranus V          | Miranda           | 1 | 1,0931 jours      | 1,4135 jours     |
| Uranus I          | Ariel             | 2 | 2,4485 jours      | 2,5204 jours     |
| Uranus II         | Umbriel           | 3 | 5,4848 jours      | 4,1442 jours     |
| Uranus IV         | Obéron            | 4 | 13,463 jours      | 12,286 jours     |